# Rumunia na Letnich Igrzyskach Olimpijskich 1924
Reprezentacja Rumunii na Letnich Igrzyskach Olimpijskich 1924 w Paryżu składała się z 35 zawodników, którzy wystartowali w 4 konkurencjach, dwóch drużynowych (rugby i piłka nożna) i dwóch indywidualnych (strzelectwo i tenis).
Mimo że był to drugi występ reprezentacji Rumunii na letnich igrzyskach olimpijskich, to był to oficjalny debiut reprezentacji Rumunii, gdyż Rumuński Komitet Olimpijski powstał w 1914. Wszyscy zawodnicy byli debiutantami. Na igrzyskach zadebiutowały reprezentacje piłkarska, rugby oraz tenisowa. Reprezentacja w rugby zdobyła pierwszy w historii Rumunii medal na igrzyskach olimpijskich. Ponadto był to jedyny w historii igrzysk brązowy medal przyznany w tej dyscyplinie, gdyż dyscyplina ta została wykreślona z programu letnich igrzysk olimpijskich. W pozostałych dyscyplinach Rumuni zazwyczaj, albo przegrywali pierwsze mecze, albo, jak było w przypadku strzelectwa, zajmowali miejsca w końcu stawki. W klasyfikacji medalowej Rumunia zajęła ostatecznie 26. pozycję ex aequo z Portugalią, Monako, Haiti, Japonią i Nową Zelandią.

## Medale
| Medal | Zawodnicy | Sport | Data    |
| ----- | --- | ----- | ------- |
| brąz  | Dumitru Armășel Gheorghe Benția Teodor Florian Ion Gârleșteanu Teodor Marian Sorin Mihăilescu Nicolae Mărăscu Paul Nedelcovici Iosif Nemeș Eugen Sfetescu Mircea Sfetescu Soare Sterian Atanasie Tănăsescu Mihai Vardală Paul Vidrașcu Dumitru Volvoreanu | Rugby | 11 maja |

## Wyniki

### Piłka nożna
Podczas letnich igrzyskach olimpijskich w 1924 roku turniej piłkarski odbywał się, w przeciwieństwie do późniejszych igrzysk olimpijskich oraz mistrzostw, tylko w systemie pucharowym. Reprezentacja Rumunii, prowadzona przez Adriana Suicu, składała się z zawodników mających niewielkie doświadczenie reprezentacyjne. W pierwszym składzie czterech piłkarzy rozegrało w kadrze 5 spotkań, natomiast pierwszy mecz na igrzyskach był debiutem dla dwóch zawodników oraz samego trenera.
Reprezentacja Rumunii w pierwszej rundzie miała wolny los. W drugiej trafiła na reprezentację Holandii, z którą przegrała 0:6.
Mężczyźni
- Albert Ströck-Török
- Alexandru Kozovits
- Attila Molnar
- Aurel Guga
- Francisc Zimmermann
- Iosif Bartha
- Mihai Tänzer
- Nicolae Hönigsberg
- Nicolae Bonciocat
- Rudolf Wetzer
- Ștefan Ströck
- Adalbert Ritter[b]
- Atanasie Protopopesco[b]
- Augustin Semler[b]
- Radu Niculescu[b]
- Carol Frech[b]
- Dezideriu Iacobi[b]
- Elemér Hirsch[b]
- Francisc Rónay[b]
- Iacob Holz[b]
- Leopold Tritsch[b]
- Pompeiu Lazăr[b]

| 27 maja 192416:00 | Holandia                                                    | 6:0(2:0) | Rumunia | Stade de Colombes Sędzia: Felix Herren (Szwajcaria) |
| 27 maja 192416:00 | Albert Hurgronje 6' Cornelis Pijl 32', 52', 66', 68', 69'-k | 6:0(2:0) |         | Stade de Colombes Sędzia: Felix Herren (Szwajcaria) |

### Rugby
Reprezentacja Rumunii w rugby debiutowała na igrzyskach w Paryżu. Był to jednocześnie ostatni turniej olimpijski w tej dyscyplinie podczas letnich igrzysk olimpijskich. Zawodnicy z Rumunii nie mieli doświadczenia reprezentacyjnego. Dla trzech zawodników mecze rozgrywane w ramach igrzysk nie były pierwszym występem w reprezentacji, jeden zawodnik wcześniej rozegrał więcej niż jeden mecz, a dla pozostałych zawodników był to debiut. Na Stade de Colombes rywalizowały ze sobą Stany Zjednoczone, Francja i Rumunia. Rumuńscy rugbiści, mimo że przegrali wszystkie mecze, zdobyli brązowy medal.
Rugby od czasów debiutu na igrzyskach w 1908 roku nie cieszyło się wielkim zainteresowaniem startujących ekip. Liczba drużyn zgłoszonych na igrzyska nigdy nie przekraczała 3. Cztery lata wcześniej w tej dyscyplinie rywalizowały ze sobą wyłącznie reprezentacje Stanów Zjednoczonych i Francji. Obrońcą tytułu mistrza olimpijskiego była ta pierwsza. W turnieju w Paryżu miały uczestniczyć także reprezentacje Nowej Zelandii, Australii oraz Związku Południowej Afryki, jednakże, ze względu na koszty podróży do Francji, komitety olimpijskie tych państw zrezygnowały z wystawienia reprezentacji.
Mężczyźni
- Dumitru Armășel
- Gheorghe Benția
- Teodor Florian
- Ion Gârleșteanu
- Teodor Marian
- Sorin Mihăilescu
- Nicolae Mărăscu
- Paul Nedelcovici
- Iosif Nemeș
- Eugen Sfetescu
- Mircea Sfetescu
- Soare Sterian
- Atanasie Tănăsescu
- Mihai Vardală
- Paul Vidrașcu
- Dumitru Volvoreanu

Wyniki meczów
| 4 maja 1924 | Francja | 59:3 | Rumunia | Stade de Colombes Widzów: 13654 |
| 4 maja 1924 |         | 59:3 |         | Stade de Colombes Widzów: 13654 |

| 11 maja 1924 | Stany Zjednoczone | 39:0 | Rumunia | Stade de Colombes Widzów: 6225 |
| 11 maja 1924 |                   | 39:0 |         | Stade de Colombes Widzów: 6225 |

### Strzelectwo
Reprezentacja Rumunii wystąpiła na igrzyskach po raz drugi, po debiucie na igrzyskach w 1900 roku, rozgrywanych również w Paryżu. Rumuńscy strzelcy zajmowali w konkurencjach miejsca pod koniec stawki. Jedynie Constantin Țenescu w karabinie dowolnym osiągnął 19. miejsce na 73. startujących.
Mężczyźni
- Vasile Ghițescu
- Mihai Plătăreanu
- Constantin Țenescu
- Simion Vartolomeu
- Alexandru Vatamanu

| Zawodnik           | Finał           | Miejsce |
| ------------------ | --------------- | ------- |
| Constantin Țenescu | 83              | 19      |
| Simion Vartolomeu  | 70              | 55      |
| Vasile Ghițescu    | 57              | 67      |
| Alexandru Vatamanu | Dyskwalifikacja |         |

| Zawodnicy                                                                                    | Finał | Miejsce |
| -------------------------------------------------------------------------------------------- | ----- | ------- |
| Alexandru Vatamanu, Constantin Țenescu, Simion Vartolomeu, Mihai Plătăreanu, Vasile Ghițescu | 524   | 13      |

| Zawodnik           | Finał | Miejsce |
| ------------------ | ----- | ------- |
| Simion Vartolomeu  | 369   | 52      |
| Vasile Ghițescu    | 355   | 63      |
| Constantin Țenescu | 326   | 65      |
| Alexandru Vatamanu | 321   | 66      |

### Tenis ziemny
Reprezentacja Rumunii w tenisie ziemnym, podobnie jak wszystkie, oprócz strzeleckiej, debiutowała na tych igrzyskach. Rumunom udało się wygrać jeden mecz, a w pozostałych, zarówno w grze pojedynczej, jak i deblu, przegrali po 0:3.
Tenis został po Letnich Igrzyskach Olimpijskich 1924 skreślony z programu igrzysk, po czym powrócił przed Letnimi Igrzyskami Olimpijskimi 1988 w Seulu.
Mężczyźni
- Gheorghe Lupu
- Nicolae Mișu
- Alexandru Roman

| Zawodnik        | 1 runda              | 2 runda               | 3 runda | 4 runda | ćwierćfinał | półfinał | finał | Miejsce |
| --------------- | -------------------- | --------------------- | ------- | ------- | ----------- | -------- | ----- | ------- |
| Alexandru Roman |                      | Béla von Kehrling 0:3 |         |         |             |          |       | 33      |
| Gheorghe Lupu   | Felipe del Canto 3:0 | Watty Washburn 0:3    |         |         |             |          |       | 33      |
| Nicolae Mișu    | Jean Washer 0:3      |                       |         |         |             |          |       | 61      |

| Zawodnicy                      | 1 runda                             | 2 runda | 3 runda | ćwierćfinał | półfinał | finał | Miejsce |
| ------------------------------ | ----------------------------------- | ------- | ------- | ----------- | -------- | ----- | ------- |
| Alexandru Roman, Gheorghe Lupu | Domingo Torralva, Luis Torralva 0:3 |         |         |             |          |       | 29      |